# مستكشف الأشعة تحت الحمراء عريض المجال
مستكشف الأشعة الحمراء عريض المجال (بالإنكليزية: Wide-field Infrared Survey Explorer، أو اختصاراً: WISE) هو تلسكوب فضائي يلتقط الأشعة تحت الحمراء أطلقته وكالة ناسا في شهر ديسمبر سنة 2009، لكنَّه موضوع في حالة سبات منذ شهر فبراير سنة 2011 بعد تعطل جهاز الإرسال فيه. اكتشف تلسكوب وايس أول قزم من فئة Y الطيفية في تاريخ علم الفلك، كما اكتشف أول طروادي أرضي، وعشرات آلاف كويكبات الحزام الرئيسي وجوار الأرض، فضلاً عن عدد كبير من العناقيد النجميَّة الجديدة.
أجرى تلسكوب وايس - أثناء عمله - مسحاً فلكياً لكامل سماء الأرض بالأشعة تحت الحمراء، ضمن الأطوال الموجيَّة (μm) 3.4 و4.6 و12 و22، استغرق إجراء المسح عشرة شهورٍ متتالية باستعمال تلسكوب أشعة تحت حمراء قطره 40 سنتيمتراً في مدار أرضي. بعد فترة من الزَّمن، نفذ مخزون تلسكوب وايس من هيدروجين التبريد، فلجأ الفلكيون إلى استعماله لتنفيذ برنامج طوله أربعة شهورٍ يدعى NEOWISE (اختصارٌ لـ: وايس الأجرام القريبة من الأرض)، كان الهدف من هذا البرنامج هو البحث عن أجرام النظام الشمسي الصَّغيرة الواقعة حول الأرض والتي يمكن أن تشكّل خطراً مستقبلياً عليها، واستنفذ هذا البرنامج معظم إمكانات التلسكوب المتبقّية.
نشرت بيانات مسح وايس الفلكي للسَّماء بالأشعة تحت الحمراء (التي تتضمَّن بيانات صرفة إضافةً إلى فهارس مصدرية) لتصبح بمتناول عامَّة الناس في 14 مارس سنة 2012، وهي متاحةٌ الآن على ما يُعرَف باسم أرشيف الأشعة تحت الحمراء العلمي (Infrared Science Archive). في شهر أغسطس سنة 2013، أعلنت ناسا أنَّها ستعيد تشغيل تلسكوب وايس لإجراء مهمَّة تمتدُّ ثلاث سنوات للبحث عن الكويكبات الخطرة على الأرض.

## اقرأ أيضاً
- قائمة الأقزام البنية